# Haibach ob der Donau
Haibach ob der Donau é um município da Áustria localizado no distrito de Eferding, no estado de Alta Áustria.